# ジュビロ磐田
ジュビロ磐田（ジュビロいわた、英: Júbilo Iwata）は、日本の静岡県御前崎市、菊川市、掛川市、袋井市、磐田市、浜松市、湖西市、周智郡森町をホームタウンとする、日本プロサッカーリーグ（Jリーグ）に加盟するプロサッカークラブ。
国内三大タイトル（J1リーグ、Jリーグカップ、天皇杯）を全て獲得している。また、1999年のアジアクラブ選手権（現ACLエリート）でJリーグクラブ史上初の優勝を果たした。

## 概要
1972年創部のヤマハ発動機サッカー部が前身。1993年にJリーグ準会員、1994年にJリーグ正会員となる。
運営会社は株式会社ジュビロ、ヤマハ発動機等が出資している。
チーム名の「ジュビロ」はポルトガル語のjúbilo [ʒuːbilu]（ジュビル）およびスペイン語のjúbilo [ˈxuβilo]（フビロ）で「歓喜」を意味する
ホームスタジアムはヤマハスタジアム（磐田）、練習場はヤマハ大久保グラウンドである（詳細は#スタジアム・練習場を参照）。
ホームタウンは長らく磐田市のみであったが、2023年5月16日に御前崎市、菊川市、掛川市、袋井市、森町、浜松市、湖西市を追加し、静岡県西部地域7市1町に広域化した。

## 歴史

### 1990年代

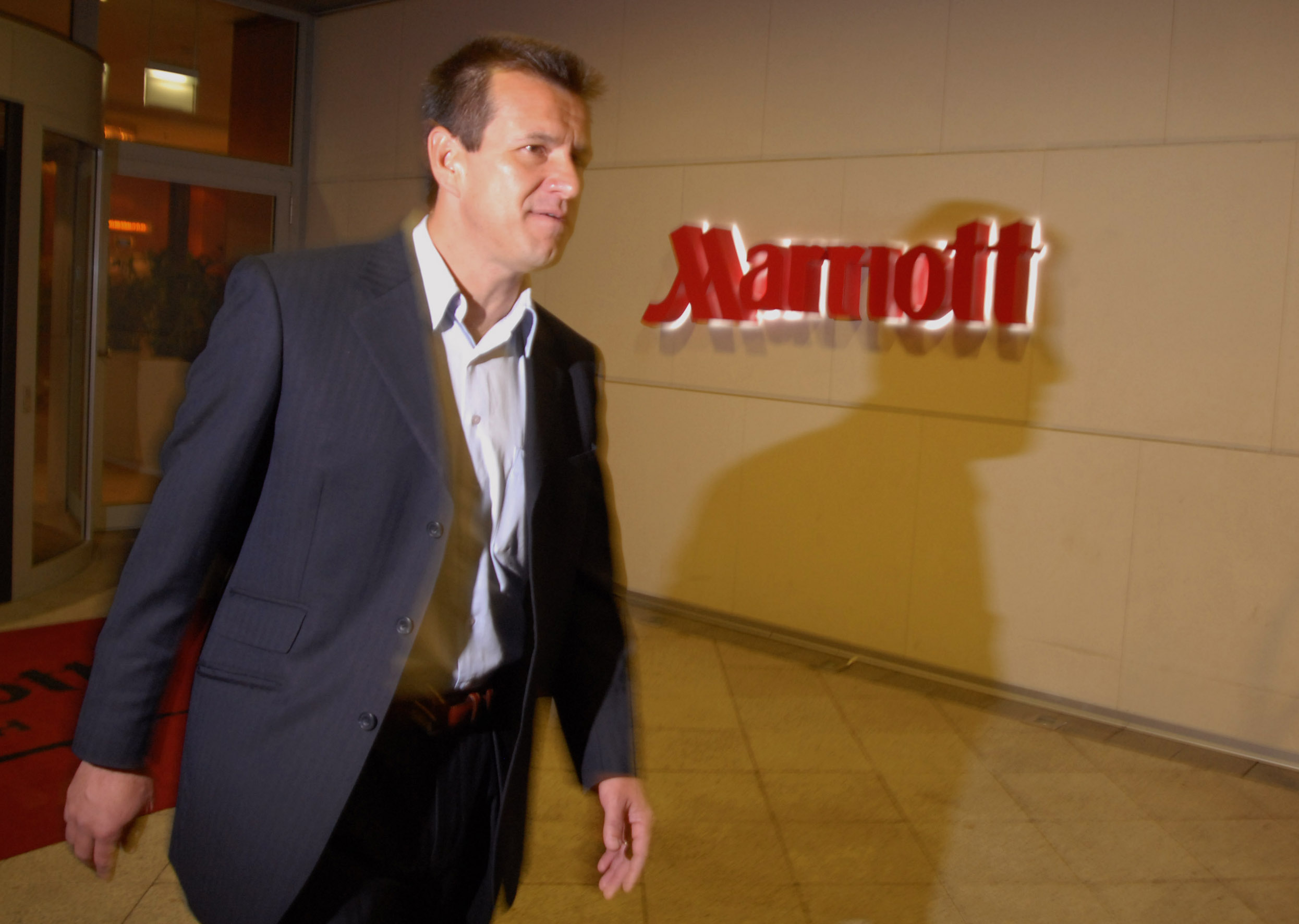
ドゥンガ

1972年に創部したヤマハ発動機サッカー部が前身となり、1992年にJリーグ準会員として承認された。1993年にジャパンフットボールリーグ1部で準優勝し、翌年からのJリーグ参加が承認された。同年にはオランダ代表のファネンブルグを獲得した。
1994年
1994年、元日本代表監督のハンス・オフトが監督に就任。勝矢寿延をマリノスから獲得、更にJリーグ開幕を前にアリ・ダエイと契約するもイランからの出国許可が下りず、移籍は破談となった。4月14日に元イタリア代表のサルヴァトーレ・スキラッチを獲得。同年、藤田俊哉・服部年宏・田中誠・奥大介が入団、この年はJリーグカップ決勝に進出したが、決勝でヴェルディ川崎に敗れた。
1995年
1995年には名波浩・福西崇史が加入、夏には現役ブラジル代表のキャプテンであったドゥンガを補強した。スキラッチが最終盤に怪我で欠場したこともあって1点差で得点王を逃した。
1996年
オフト監督たっての希望で、昨年の弱点となった右サイドの補強にエルナン・ディアスの補強に動き、1度は移籍が決まりかけたが、最終的に所属先との交渉がまとまらず、獲得を断念した。この年、武田修宏をレンタルで獲得した。1シーズン制の中、4位でシーズンを終え、シーズン終了後にオフト監督が退任、ファネンブルグが退団した。
1997年
ルイス・フェリペ・スコラーリが監督に就任、スコラーリが監督を務めていたグレミオのキャプテンアジウソンを補強した。しかし1stステージ途中でスコラーリが退任、桑原隆が監督代行を務めた。2ndステージはガンバ大阪と優勝を争い、勝ち点1差で迎えた第14節の直接対決に勝利、2ndステージ第16節のジェフ市原戦に5-0勝利、2位の鹿島アントラーズが敗れたため優勝が決まった。
- Jリーグカップでは決勝で鹿島に敗れて準優勝に終わる。チャンピオンシップ、1stステージ優勝の鹿島を破り、初の年間王者を獲得。
- ドゥンガがJリーグMVPを獲得。
- ドゥンガ、大神友明、名波浩、中山雅史がベストイレブンに選出。
- 1stステージ途中に怪我を負ったスキラッチが引退した。

1998年
1stステージで優勝。2ndステージは2位、Jリーグチャンピオンシップは、鹿島に敗戦。ナビスコ杯で優勝。
- 中山雅史が27試合出場36得点（現在リーグ戦最多得点記録）を記録。MVP、得点王などタイトルを獲得。
- 1stステージ第6節C大阪戦は1-9とジュビロ磐田が圧勝、中でも中山雅史は5得点を挙げるなど活躍した。この記録は、2019年に柏のオルンガに抜かれるまでは、最多だった。
- ワールドカップに中山雅史、名波浩、服部年宏、ブラジル代表キャプテンとしてドゥンガが出場。
- 中山雅史、名波浩、ドゥンガ、奥大介がベストイレブンに選出。
- シーズン終了後、ドゥンガが退団。
- シーズン107得点と得失点差+68は現在J1歴代最多記録。
- 90分以内での勝利26勝は2回戦総当たりになった1996年以降で、2020年の川崎と並んでJ1最多タイ記録。

1999年
- 1stステージで優勝したが、2ndステージは12位と絶不調に。しかし、2ndステージ優勝の清水との静岡ダービーを破り2度目の王者に。
- 1stステージ終了後、名波浩がイタリア1部・ACヴェネツィアへ移籍。
- 福西崇史がベストイレブンに選出。シーズン終了後にアジウソンが退団した。
- アジアクラブ選手権（現ACL）で初優勝。

### 2000年代

#### 2000年 - 2005年
2000年
- FUJI XEROX SUPER CUPで初優勝。
- 9月、名波浩が復帰。
- 年間順位4位。年間勝点数は柏に次ぐ2位。
- 中山雅史が2度目の得点王獲得（29試合20得点）、ベストイレブンに選出。

2001年

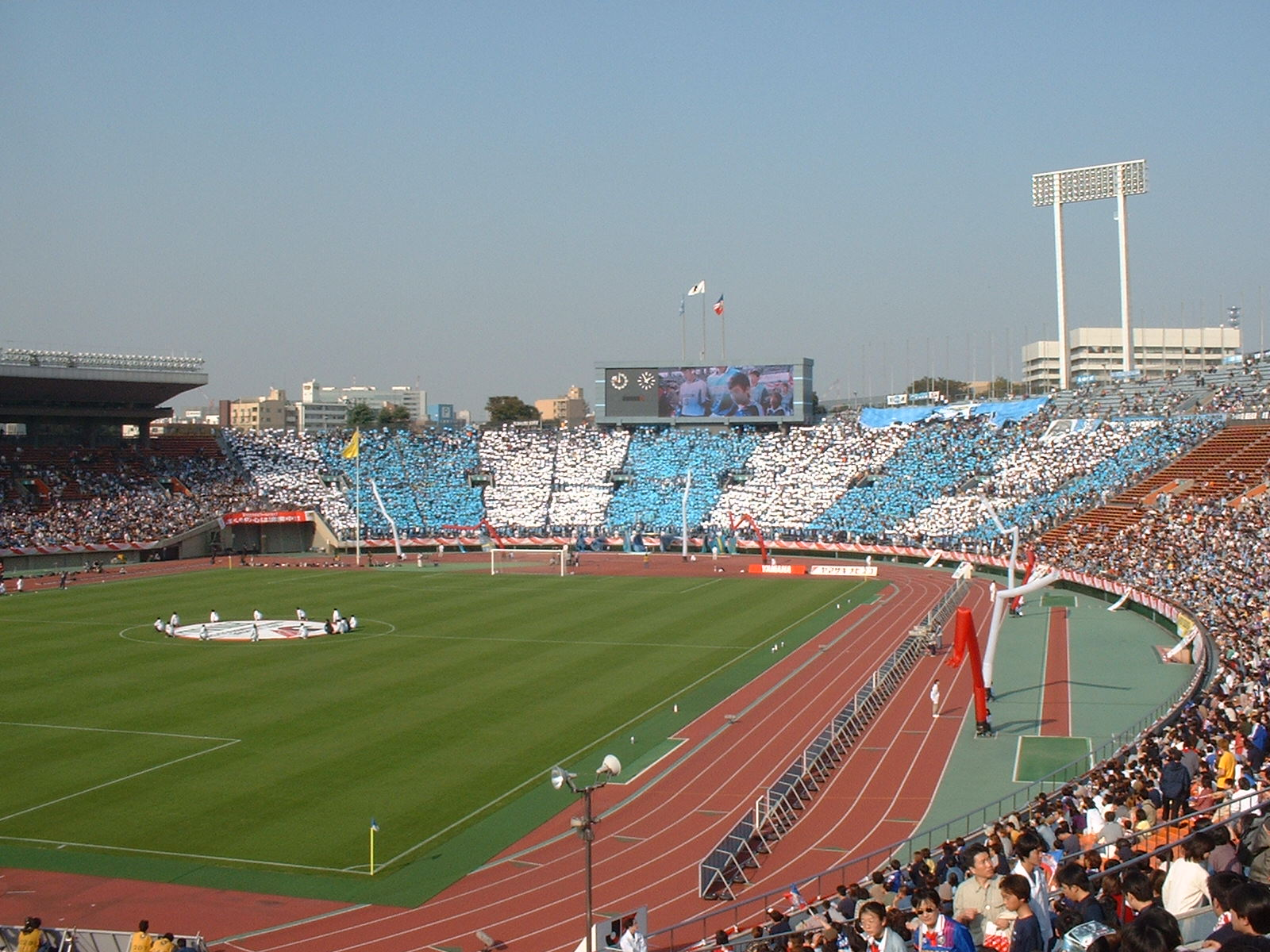
2001年ナビスコカップ決勝時のコレオグラフィー

- 1stステージ優勝、2ndステージ2位、チャンピオンシップは鹿島に敗戦。
- ナビスコ杯準優勝、天皇杯ベスト8。
- 藤田俊哉がMVPを獲得。
- ヴァン・ズワム、大岩剛、藤田俊哉、福西崇史、服部年宏がベストイレブンに選出。
- 1999年のアジアスーパーカップ優勝、7-8月にスペインで開催されるFIFAクラブ世界選手権2001への出場が決まっていたが、運営面の問題で開催不能となる[注釈 1]。「世界と戦う」ために名波を中心としたN-BOXを採用。

2002年
- リーグ戦は、前後期共優勝。
- 年間成績26勝3敗1分（リーグ戦1分1敗、天皇杯1敗）。
- 高原直泰が得点王（27試合26得点）とMVPを獲得。シーズン終了後、高原はドイツ1部・ハンブルガーSV移籍。
- ワールドカップに服部年宏、福西崇史、中山雅史が出場。
- ベストイレブン、同一クラブから史上最多タイ7人（田中、鈴木、名波、福西、藤田、中山、高原）選出。
- アジアクラブ選手権は3年連続決勝に進出。

2003年

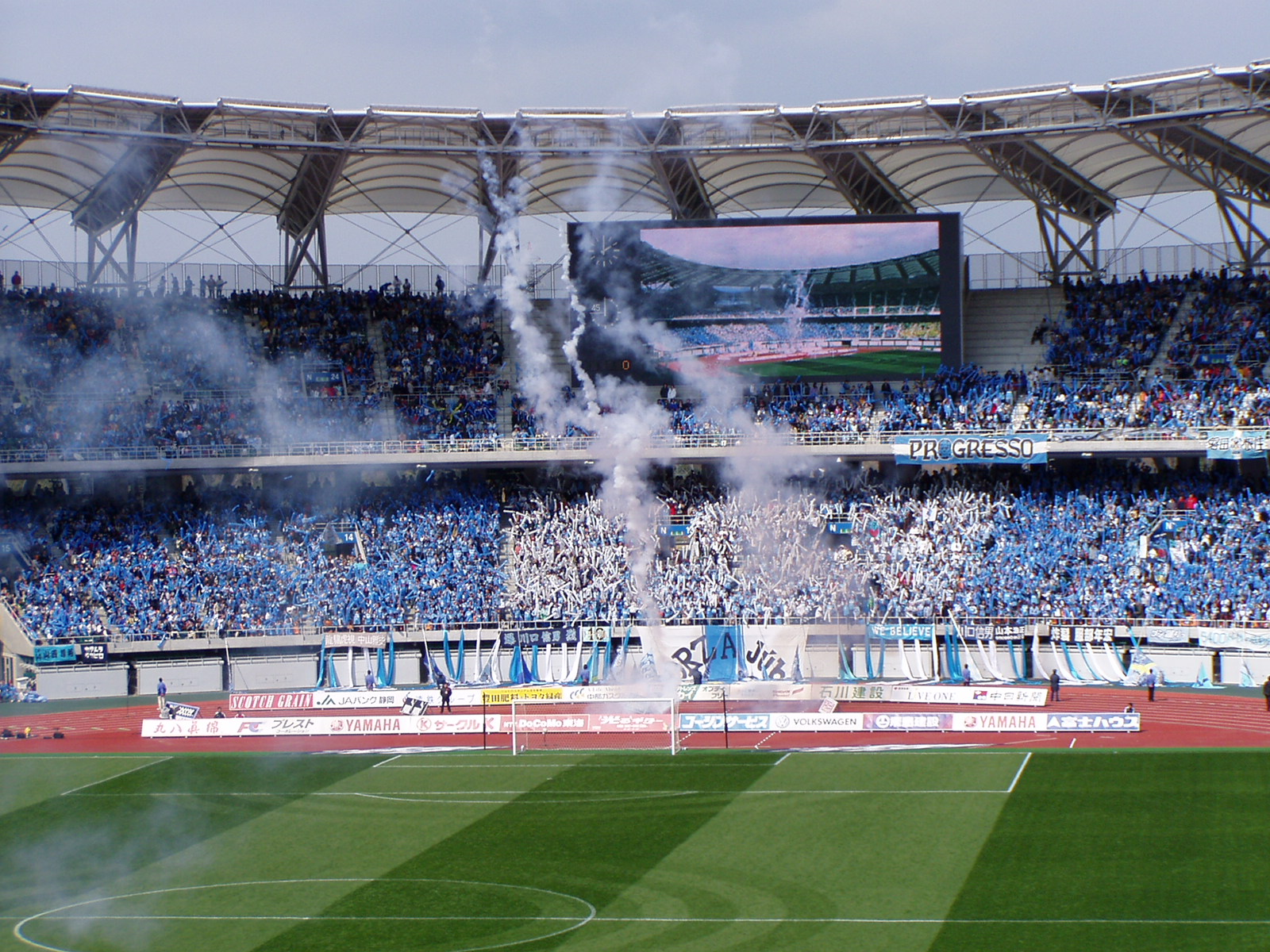
2003年開幕戦。発煙筒の演出があった。

- 昨年までヘッドコーチだった柳下正明が監督に就任。
- 成岡翔、大井健太郎、菊地直哉らが加入。
- 8月、藤田俊哉がオランダ1部・FCユトレヒトへ期限付き移籍。
- 1stステージは2位。
- 2ndステージでは、最終節の横浜FM戦を敗戦し優勝を逃す（ステージ順位は2位）。
- ゼロックス杯、天皇杯で優勝。
- 福西崇史がベストイレブンに選出。

2004年
- 桑原隆が監督に復帰。1stステージ2位だったが、2ndステージは、一時最下位になるなど成績が低迷、桑原監督は9月13日に解任され、11月から監督にアテネ五輪U-23日本代表監督だった山本昌邦が就任。何とか持ちこたえて13位で終わったが、年間順位は5位となり、黄金時代は終わりを迎えた。
- ゼロックス杯で優勝。

2005年
- 市原から日本代表の村井慎二、茶野隆行、デンマーク1部・FCノアシェランから川口能活、京都から元韓国代表崔龍洙ら大型補強を敢行する。
- 6月、藤田俊哉が名古屋へ移籍。
- シーズン年間は6位。
- カレン・ロバートが新人王を獲得。

#### 2006年 - 2009年
2006年
- ナビスコ杯は準々決勝敗退、直後に山本昌邦監督が辞任する。
- 後任に磐田OBアジウソン監督に就任。
- リーグ戦は5位。
- 川口能活が4年ぶりベストイレブンを受賞。
- ワールドカップに川口能活、福西崇史が出場。

2007年
クラブスローガン :「VAMOS CONTIGO」
- 2月、福西崇史がFC東京、服部年宏が東京Vへ移籍、名波浩がC大阪へ期限付き移籍。
- 6月、菊地直哉が県条例違反（淫行）容疑で逮捕。起訴猶予処分となった6月29日にクラブは菊地と契約解除した。
- 9月、成績不振を理由にアジウソンを監督から解任。後任にトップチームコーチ兼サテライトチーム監督の内山篤が就任。
- 札幌元監督の柳下正明がヘッドコーチに就任。
- 年間成績は9位。

2008年
クラブスローガン :「Hungrrrrry!」
- 広島から日本代表の駒野友一、仙台から萬代宏樹を完全移籍で獲得する。
- 期限付き移籍の河村崇大、名波浩が復帰。
- 3月、右近弘が社長を退任。4月、前ヤマハモーターパワープロダクツ社長の馬淵喜勇が社長に就任。
- シーズン途中、元U-20ブラジル代表のロドリゴをRCストラスブールから獲得。
- 8月28日に内山を監督から解任して、9月1日にハンス・オフトが監督に就任。
- J1最終節大宮に敗れ、得失点差で17位の東京Vを上回りながら最終順位は16位。
  - J2・3位の仙台とのJ1・J2入れ替え戦を1勝1分とし、残留。

- 入れ替え戦終了後、オフトが監督を退任。名波浩が現役引退。
- 馬淵が成績不振と大幅減収の責任で社長を退任、後任にヤマハモーター台湾社長の吉野博行が就任。

2009年
クラブスローガン :「SPEEDY ACTION 2009」
- 磐田元監督の柳下正明が監督に復帰した。
- 河村崇大が東京V、森下俊が京都、田中誠が福岡へ完全移籍。松井謙弥が京都へ期限付き移籍。一方で那須大亮を東京Vから獲得、ユースから2人昇格。
- 3月7日の開幕戦で山形に2-6、史上ワースト失点で敗戦したが、その後立て直す。
- 4月、強化部長代理に服部健二が就任。
- 韓国代表のイ・グノを獲得。
- 7月、押谷祐樹が岐阜へ期限付き移籍。
- シーズン成績は11位。
- 前田遼一が高原以来7年ぶり日本人得点王を受賞（34試合20得点）、自身初ベストイレブンを受賞。
- しかし、失点数が60とリーグ最多になった。

### 2010年代

#### 2010年 - 2013年
2010年
クラブスローガン :「EVOLUTION 2010」

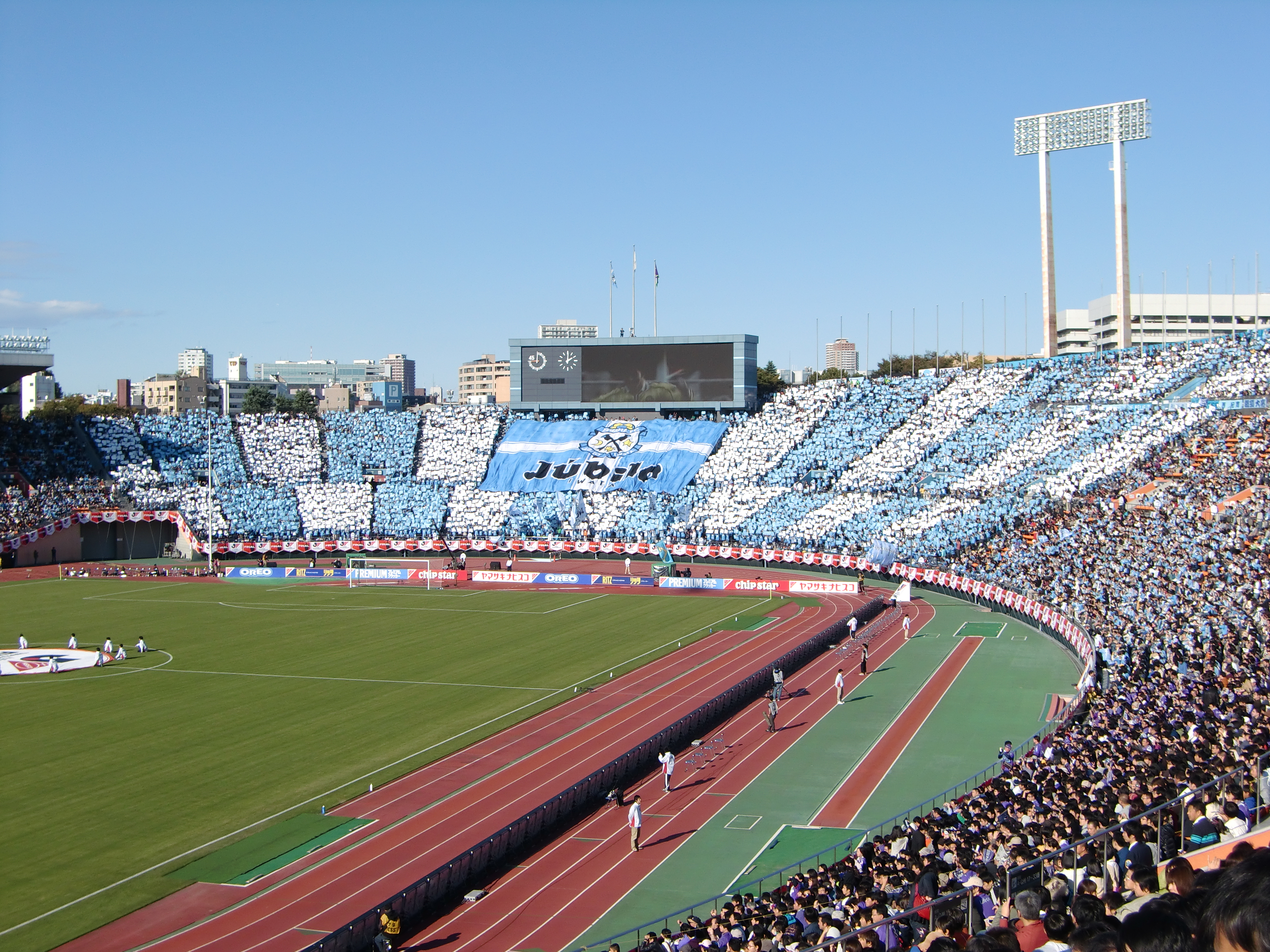
2010年ナビスコカップ決勝時のコレオグラフィー

- 長年磐田を支えた中山雅史が札幌へ移籍し、鈴木秀人が現役を引退。
- 茶野隆行、村井慎二が千葉、萬代宏樹が鳥栖、京都へ期限付き移籍していた松井謙弥がC大阪へ完全移籍。
- パク・チュホを鹿島から、イ・ガンジンを釜山アイパークから、荒田智之を水戸から完全移籍で獲得。
- 2010 FIFAワールドカップ日本代表に川口能活、駒野友一が選出、駒野は全4試合フル出場。
- シーズン途中、イ・グノがG大阪、カレン・ロバートが熊本へ完全移籍。
- 菅沼実と古賀正紘を柏から期限付き移籍で獲得。
- ナビスコカップ、決勝で広島を破り、7年振りにタイトルを獲得した（ナビスコカップは12年ぶり）。MVPには、2ゴール1アシストを記録した前田遼一が選出された。
- 第17節終了時点で15位の成績。後半戦に入り第22節～29節まで無敗、第32節、3連覇中の鹿島をアウェーで8年ぶりに破るなど7勝4敗6分の成績を残し、最終順位は11位。
- シーズン17得点の前田遼一が2000年の中山雅史以来通算2度目、2年連続Jリーグ得点王、ベストイレブンに選出される。

2011年
クラブスローガン :「ROAD TO CHAMPION 2011」
- 成岡翔が福岡、上田康太が大宮、犬塚友輔が甲府へ完全移籍。
- 松浦拓弥が福岡、大井健太郎が湘南へ期限付き移籍。大畑拓也が順天堂大学へ進学。
- 藤田義明を大分から完全移籍で、植村慶を湘南から期限付き移籍で獲得。
- 小林裕紀と山田大記が明治大学から、金園英学が関西大学から加入。
- シーズン途中、開幕からスタメンに定着していたパク・チュホがスイス1部・FCバーゼルへ完全移籍。
- 7月、ブラジル1部・サンパウロFCからロドリゴ・ソウトを完全移籍で獲得。
- 8月、スルガ銀行チャンピオンシップ2011でアルゼンチンのCAインデペンディエンテに勝利。国際大会優勝は12年ぶり。
- 開幕戦6年ぶりに勝利。その後も勝ち点を積み上げていた。
- 年間成績は8位。
- ナビスコカップはベスト8、天皇杯は3回戦で敗退。
- シーズン終了後、柳下が監督を退任。
- ゼネラルマネージャー制を導入して服部健二が就任。

2012年
クラブスローガン :「原点開起 ROAD TO CHAMPION 2012」
- 前年はコーチであった森下仁志が監督に就任。
- ジウシーニョがブラジル1部・SCコリンチャンス・パウリスタ、本田慎之介がタイ1部・ブリーラム・ユナイテッドFC、韓国1部・イ・ガンジンが全北現代モータース、船谷圭祐が鳥栖、加賀健一がFC東京、那須大亮が柏、古賀正紘が福岡、西紀寛が東京V、前年湘南に期限付き移籍をしていた大井健太郎が新潟へそれぞれ完全移籍。岡田隆、荒田智之が福岡、千葉へ期限付移籍。
- 新加入選手は、千代反田充を名古屋から、阿部吉朗を湘南から、松岡亮輔を神戸から、チョ・ビョングクを仙台からそれぞれ完全移籍で獲得、宮崎智彦を鹿島から、菅沼駿哉をG大阪から期限付き移籍で獲得。押谷祐樹、松浦拓弥がレンタル先の岐阜、福岡から復帰。
- 新人のペク・ソンドンが韓国の延世大学校から、櫻内渚が関西大学から、木下高彰が浜松開誠館高校から加入。
- 7月、元韓国代表ハン・サンウンを韓国1部・城南一和天馬から完全移籍、小林祐希を東京Vから期限付き移籍で獲得。
- 途中まではACL争いの中に入っていたが、第26節から失速して12位。ナビスコカップはグループリーグ敗退。
- 天皇杯は4回戦敗退。

2013年
クラブスローガン :「原点開起 ROAD TO CHAMPION 2013」
- 黄誠秀が群馬、千代反田充が徳島、荒田智之が岡山、ハン・サンウンが韓国1部・蔚山現代FC、ロドリゴ・ソウトがブラジル1部・クルーベ・ナウチコ・カピバリベへ完全移籍。竹重安希彦が新潟、押谷祐樹が岡山へそれぞれ期限付き移籍、岡田隆の移籍期限が延長された。
- 前年度、期限付き移籍で加入していた植村慶、菅沼駿哉、宮崎智彦、小林祐希を完全移籍で獲得した。神戸から現役日本代表の伊野波雅彦とシーズン途中にフィテッセから日本代表安田理大を完全移籍で獲得、京都からチョン・ウヨンが期限付き移籍で加入。
- 磐田U-18所属で2種登録されていた牲川歩見、関西大学から田中裕人が加入。
- リーグ戦は、開幕7戦を2分5敗、第7節時点で最下位。第8節湘南戦でリーグ戦初勝利を挙げるが、第9節甲府に敗戦、5月4日に森下が監督を解任された。
- ヘッドコーチ長澤徹が監督代行を務め、5月19日よりU-23サッカー日本代表元監督関塚隆が監督に就任（長澤はヘッドコーチに復帰）。
- しかし第31節で鳥栖に敗れ、クラブ史上初のJ2へ降格が決定した。
- 天皇杯3回戦敗退。
- シーズン終了後、監督の関塚、GMの服部健二、ヘッドコーチの長澤が退任。

#### 2014年 - 2015年（J2）
2014年
クラブスローガン :「勝!!!」
- 元京都監督の加藤久がゼネラルマネージャー、OBである服部年宏が強化部長にそれぞれ就任し、元大分監督のペリクレス・シャムスカを監督に招聘した。
- 山本脩斗が鹿島、小林裕紀が新潟、安田理大が鳥栖へ移籍。
- 松岡亮輔が山形、金沢浄が群馬、川口能活が岐阜、植村慶が福島へ完全移籍。
- チョ・ビョングクが中国1部・上海申花足球倶楽部へ完全移籍し、北脇里規が退団。
- ポーランド1部・レヒア・グダニスクから松井大輔、G大阪から藤ヶ谷陽介、神戸からポポ、ブラジル1部・アソシアソン・ポルトゥゲーザ・ジ・デスポルトスからフェルジナンドを完全移籍で獲得。
- 川崎から森下俊を期限付き移籍で獲得。福岡への期限付き移籍が満了した岡田隆が復帰。
- 新人として、磐田U-18出身である小川大貴（明治大学）と上村岬（筑波大学）が加入。
- 6月16日に山本康裕が新潟へ期限付き移籍。
- 6月24日にブラジル1部・SEパルメイラスからチンガを期限付き移籍で獲得。
- 7月1日付で、「株式会社ヤマハフットボールクラブ」から「株式会社ジュビロ」へ商号を変更。また、2015シーズンからエンブレムを変更と発表[4]
- 7月24日に山田大記がドイツ2部・カールスルーエSCに移籍。
- 8月6日に坪内秀介を新潟から期限付き移籍で獲得した。
- 天皇杯は4回戦で敗退。
- 9月25日にシャムスカを監督から解任し、OBである名波浩が監督に就任。
- J2リーグ戦は4位。J1昇格プレーオフは準決勝で山形に後半ATに山形のGK山岸範宏にゴールを決められ敗戦、J1復帰はならなかった。

2015年
クラブスローガン :「繋ぐ――Road to J1」
- 15年在籍した前田遼一がFC東京へ移籍。
- 金園英学が仙台、山崎亮平が新潟、阿部吉朗が松本、藤ヶ谷陽介がG大阪、ペク・ソンドンが鳥栖へ完全移籍。
- 既に期限付き移籍中だった菅沼実もペク・ソンドンと同じ鳥栖へ完全移籍。
- 竹重安希彦が栃木、菅沼駿哉が京都へ完全移籍し、ポポ、フェルジナンド、チンガのブラジル人3名は退団した。
- 広島から井波靖奈、岐阜から中村祐輝、ポーランド1部・ルフ・ホジューフからカミンスキー、タイ1部・ムアントン・ユナイテッドFCからジェイを完全移籍で獲得したことに加え、元磐田の選手である上田康太と太田吉彰が大宮と仙台から完全移籍で復帰。
- パラナ・クルーベからアダイウトン、川崎から森島康仁、広島から川辺駿をそれぞれ期限付き移籍で獲得。
- 一方、継続選手は新潟から期限付き移籍中だった坪内秀介を完全移籍で獲得。
- 新人は市立船橋高校から志村滉、鹿児島城西高校から岩元颯オリビエ、中京大学から清水貴文が入団し、磐田U-18からは上原力也と石田崚真の内部昇格を発表。
- 1月28日、石田崚真に未成年飲酒・喫煙が発覚。仮契約を一旦解除し、2月1日 - 7月31日の6か月間は練習生としてクラブに所属すると発表。
- 今年度から開催されたJリーグ・スカパー! ニューイヤーカップ 鹿児島ラウンドでは浦和、清水、熊本と共に参加し2位の成績を収めた。
- 天皇杯は2回戦でアビスパ福岡に0-1で敗れた。
- リーグ戦は大宮、福岡と最終節まで自動昇格争いを展開、最終順位を2位とし2016年からのJ1復帰が決まった。
- ジェイが20得点でJ2得点王を獲得。

#### 2016年 - 2019年（J1）
2016年
クラブスローガン :「繋ぐ 夢の実現へ」
- 木下高彰が水戸、駒野友一がFC東京、坪内秀介が群馬へ移籍。
- 田中裕人が長崎、牲川歩見が鳥栖へ期限付き移籍。
- 新加入は、千葉から中村太亮、熊本から齊藤和樹、鳥栖から奥田達朗、岐阜から高木和道、新潟から元磐田の大井健太郎を完全移籍で獲得。
- 期限付き移籍で加入していた森島康仁、森下俊、アダイウトンが完全移籍に移行した。
- 新潟に期限付き移籍していた山本康裕が復帰。
- 新人として桐光学園高校から小川航基、鹿児島実業高校から大南拓磨、青山学院大学から荒木大吾が入団。
- 1stステージでは従来の4-2-3-1だけでなく、相手にあわせて3-4-2-1も併用して8位に入った。また、5月にはギリシャ代表のパパドプーロスを獲得した。
- 8月に小林祐希がオランダ1部・SCヘーレンフェーンへ移籍した。
- 2ndステージでは開幕から9試合連続未勝利で、2勝7分8敗の14位。
- 年間成績は、8勝12分14敗の13位。

2017年
クラブスローガン：「繋ぐ Challenge For Next」
- 岡田隆が引退、森島康仁、中村祐輝、高木和道、ジェイ、パパドプーロスが退団。
- 奥田達朗が長崎、上村岬が期限付き移籍先のFC今治へ完全移籍。
- 石田崚真が金沢へ期限付き移籍。
- 長崎へ期限付き移籍していた田中裕人が愛媛へ、八戸へ期限付き移籍していた岩元颯オリビエが鳥取へ、鳥栖へ期限付き移籍していた牲川歩見が群馬へ期限付き移籍先を変更した。
- 横浜FMから元日本代表の中村俊輔、名古屋から元日本代表の川又堅碁、神戸から高橋祥平、大分から松本昌也、長野から三浦龍輝を獲得。
- ウズベキスタン代表のムサエフ、昌平高校から針谷岳晃、東福岡高校から藤川虎太朗が入団。
- 5月に伊藤洋輝とプロ契約を締結し、2種登録選手として登録。
- 8月に松井大輔がポーランド2部・オードラ・オポーレ（ポーランド語版）へ完全移籍。
- 9月に山田大記がドイツ2部・カールスルーエSCから完全移籍で加入、2014年7月以来4年振りに復帰した。
- 10月に行われた天皇杯では横浜FMに0-1で敗れ、ベスト8止まりとなった。
- 年間成績は、16勝10分8敗の6位。

2018年
クラブスローガン：「繋ぐ 2018 Challenge For Next」
- 岩元颯オリビエが引退、清水貴文が栃木シティFC、中村太亮が大宮、上田康太と齊藤和樹が岡山へ移籍。
- 田中裕人が愛媛へ完全移籍。石田崚真が金沢との期限付き移籍期間を延長。群馬へ期限付き移籍していた牲川歩見が沼津へ期限付き移籍。
- 2015年から3年間期限付き移籍していた川辺駿が広島へ復帰した。
- 甲府から新里亮、名古屋から元日本代表の田口泰士、熊本からモルベッキ、2017年7月に特別指定選手に承認されていた中野誠也が筑波大学より入団。
- ブラジル3部・トンベンセFCからギレルメが期限付き移籍で加入。
- 5月にクラブと双方合意の上でギレルメとの契約を解除した。
- 6月に志村滉が水戸へ期限付き移籍。川崎より元日本代表の大久保嘉人が完全移籍で加入。
- 7月に志村滉が水戸から復帰。
- 8月にモルベッキが相模原へ期限付き移籍した。元トルコ代表のエレンが完全移籍で加入。
- 天皇杯では仙台にPK戦で敗れ、2年連続でベスト8。
- 年間成績は10勝11分13敗で16位。J1参入プレーオフ出場。
- J1参入プレーオフでは、東京Vと対戦。2-0で勝利し、J1残留を果たした。

2019年
クラブスローガン：「繋ぐ Challenging! 2019」
- 松浦拓弥が横浜FC、牲川歩見が期限付き移籍先の沼津へ移籍。
- 伊藤洋輝が名古屋へ期限付き移籍。
- 金沢に期限付き移籍していた石田崚真が復帰。川崎から森谷賢太郎、山形から中山仁斗、モルドバ1部・FCシェリフ・ティラスポリからルクセンブルク代表のロドリゲスが加入。
- 2014年9月から指揮を執った監督の名波浩が、第17節終了後に成績不振の責任を取って退任。ヘッドコーチを務めていた鈴木秀人が監督に就任。
- 2019年8月15日付で、鈴木秀人が退任。小林稔が暫定監督として指揮を執ったのち、8月20日よりスペイン出身のフェルナンド・フベロが監督に就任。なお、1シーズンに4人目の監督が就任するのはクラブ史上最多[10]。
- シーズン途中に中野誠也が岡山、小川航基が水戸へ育成型期限付き移籍。中村俊輔が横浜FC、ロドリゲスがウクライナ1部・FCディナモ・キーウへ完全移籍。石田崚真が山口へ期限付き移籍。エレンと双方合意の上で契約解除。
- G大阪より今野泰幸、タイ1部・チョンブリーFCよりルキアン、セルビア1部・レッドスター・ベオグラードよりエベシリオ、無所属となっていたファビオの4選手が完全移籍で加入。名古屋より秋山陽介が期限付き移籍加入。
- 第33節の名古屋戦に勝利するも、残留を争っていた16位湘南が勝利をおさめたことで、最終の第34節を前に両チームの勝点差が4となったことから年間順位17位以下が確定、2度目のJ2降格が決定した。第34節は神戸に敗れ、勝点31で松本と並ばれ得失点差で下回り、クラブ史上初となるJ1最下位（18位）でシーズンを終了した。なお、勝点31は1999年よりJリーグが2部制になってからのJ1年間最下位チームとしては最多であった。
- 川又の長期離脱などが影響しリーグワースト2位の総得点29に留まった。

### 2020年代

#### 2020年 - 2021年（J2）
2020年
クラブスローガン：「Jubiro PRIDE 覚悟」
- 監督は継続してスペイン出身のフェルナンド・フベロ
- 川又堅碁と田口泰士が千葉、森下俊が岩手、大久保嘉人が東京V、カミンスキーがポーランド1部・ヴィスワ・プウォツク、アダイウトンがFC東京、大南拓磨が柏、荒木大吾が京都、中山仁斗が水戸へ完全移籍。
- 森谷賢太郎が愛媛へ、新里亮がG大阪へ、高橋祥平が東京Vへ期限付き移籍。
- 秋山陽介が名古屋へレンタルバック。
- 太田吉彰が引退。
- 小川航基が水戸から、中野誠也が岡山から、石田崚真が山口から、伊藤洋輝が名古屋からレンタルバック。
- フアン・フォルリンはスペイン2部・レアル・オビエドから、大武峻が新潟から、中川創が柏から、大森晃太郎がFC東京から、ルリーニャがキプロス1部・パフォスFCから完全移籍で加入。
- 舩木翔がC大阪から育成型期限付き移籍で加入。
- 清田奈央弥と三木直土が磐田U-18から、吉長真優が成立学園高校から新卒加入。
- 2月23日に行われた開幕戦・山形戦に勝利するも、新型コロナウイルスの影響でリーグ戦が延期・中断となった。
- リーグ中断中の6月13日に行われた沼津との無観客でのトレーニングマッチで、ヤマハが開発するサポーターがスマホで操作し、リアルタイムで選手に声援を送れるリモート応援システム『Remote Cheerer powered by SoundUD』が世界で初めて使用された[11]。
- 6月28日にリーグ戦が再開。再開初戦は京都に敗れた。開幕から連敗こそなかったものの、連勝は第9・10節のみ、前半戦21試合終了時点で7勝9分5敗勝点30、首位北九州と勝点差14の7位となる。
- 後半戦に入りシーズン初の連敗、かつ6試合連続勝利なし（3分3敗）となり、第23節終了翌日の10月1日付でフェルナンド・フベロが退任。後任として強化本部長の鈴木政一が監督に就任した。
- 10月5日、元日本代表MF遠藤保仁がG大阪から期限付き移籍で加入。一方、同月28日にはMF針谷岳晃が北九州へ、12月9日にはGK志村滉がFC東京に期限付き移籍した。
- J2リーグ戦は第36戦終了時点で2位福岡との勝点差が19となり、6試合を残して2位以内となる可能性が消滅、J1昇格を逃した[12]。
- 第41節、最終戦に連勝し、16勝15分11敗の6位でシーズンを終えた。

2021年
クラブスローガン「UNITE FOR W1N 集結せよ勝利のために」
- 監督は継続して鈴木政一
- 元日本代表中山雅史がトップチームのコーチに就任。
- 中野誠也が大宮、ムサエフがウズベキスタン1部・トゥロンFK（ウズベク語版）、ルリーニャが山形、石田崚真が相模原へ、志村滉が北九州へ完全移籍。
- 上原力也が仙台へ期限付き移籍。
- 針谷岳晃は北九州への期限付き移籍延長。
- 舩木翔がC大阪へレンタルバック。
- 山本義道が完全移籍に移行。
- 鈴木海音がトップチームとプロ契約。
- 遠藤保仁が期限付き移籍期間延長。
- 大津祐樹が横浜FMから、鈴木雄斗が川崎から、鹿沼直生が相模原から、ファビアン・ゴンザレスがコロンビア1部・アトレティコ・ナシオナルから、加藤智陽がフィンランド2部・ACカヤーニ（フィンランド語版）から、アレクセイ・コシェレフがオランダ1部・フォルトゥナ・シッタートから完全移籍加入。
- 琉球に0-1、町田に1-3と開幕2連敗でシーズンをスタートする
- 5月15日群馬戦から6月26日長崎戦までJ2記録タイとなる7試合連続完封勝利を達成。
- 6月23日に伊藤洋輝のドイツ1部・VfBシュトゥットガルトへの期限付き移籍が発表される。
- 7月3日の新潟戦で3-2の勝利を収めて8連勝で初めて首位に浮上する。しかし、次の山口戦で2-2の引き分けで9連勝とはならなかった。また次節の山形戦で1-2の敗戦により、5月1日の栃木SC戦から続いていた13戦無敗記録がストップした
- 7月に金子翔太が清水から、伊藤槙人が横浜FMから期限付き移籍加入。高野遼が横浜FMから完全移籍加入。大武峻が群馬へ期限付き移籍
- 8月に藤川虎太朗が熊本に期限付き移籍。
- 天皇杯は、準々決勝で大分に0-2と敗れ、ベスト8敗退。
- 10月27日に監督の鈴木政一が体調不良で検査入院[13]。離脱中はヘッドコーチの服部年宏が代理を務め、鈴木は12月5日の秋田戦に復帰した[14]。
- 第39節の水戸戦で3-1と勝利し、3年ぶりのJ1リーグ昇格が決定した。
- 第41節の群馬に0-0と引き分けたが2位の京都が引き分けで終わり、J2優勝が決定した。2010年のヤマザキナビスコカップで優勝して以来、11年ぶりのタイトルである。

#### 2022年（J1）
クラブスローガン「Go Beyond 突き進め！！」
- 3年ぶりのJ1リーグ復帰。
- 鈴木政一が監督を退いてクラブアドバイザーとなり、後任の監督には前年まで甲府を率いていた伊藤彰が就任。
- ルキアンが福岡へ、小川航基が横浜FCへ、杉本大地が仙台へ、今野泰幸が南葛SCへ、大武峻が福島へ完全移籍。
- 三木直土が藤枝へ、鈴木海音が栃木へ、藤川虎太朗が北九州へ、中川創が琉球へ育成型期限付き移籍。針谷岳晃が北九州への育成型期限付き移籍期間延長。
- 加藤智陽が契約満了。
- 上原力也が期限付き移籍より復帰。
- 伊藤槙人、金子翔太、遠藤保仁が完全移籍に移行。
- ジャーメイン良、袴田裕太郎が横浜FCから、梶川裕嗣が横浜FMから、黒川淳史が大宮から完全移籍加入。
- 杉本健勇が浦和より期限付き移籍で加入。
- 藤原健介が磐田U-18から、古川陽介が静岡学園高校から加入内定。
- リカルド・グラッサがブラジル2部・CRヴァスコ・ダ・ガマから、ドゥドゥがブラジル2部・ヴィラ・ノヴァFCから完全移籍加入内定。
- 7月、ベルギー1部・シント＝トロイデンVVに在籍していた松原后が完全移籍で加入。袴田裕太郎が大宮へ期限付き移籍。
- 8月1日、清田奈央弥が福島に期限付き移籍。
- 8月6日、東京国際大学から師岡柊生が加入内定。その後、クラブ不祥事により内定取消しとなり、鹿島へ加入が発表された。
- 8月14日、7月に4連敗や8月の浦和戦での0-6の大敗など成績低迷のため監督の伊藤彰とトップチームマネジメント部長の鈴木秀人が解任された。後任には、ヘッドコーチの渋谷洋樹が昇格した。
- 10月1日、なでしこリーグ2部・静岡SSUボニータとパートナーシップ契約を締結[15]。
- 監督交代後は、ルーキー古川陽介のJ初ゴールで、この年優勝の横浜FMに1-0で勝利、第30節C大阪戦から第31節清水戦）にかけて1勝3分と4試合連続無敗でJ1残留に希望が開いたかに見えた。しかし、結果的に横浜FM戦でのこの1勝しか挙げることができず、第33節G大阪戦も0-2で敗戦し17位以下が確定、J2降格が決まった。また、第33節終了時点で17位清水との勝点差が4あることから年間順位も最下位が確定。昇格1年での降格はクラブ史上初であり[16]、J2優勝クラブの1年での降格も前年の徳島に続き2年連続となった。またJ2優勝クラブが翌年最下位で降格するのは2008年の札幌以来である。
- 代表取締役社長である小野勝は今シーズンをもって退任を発表した[17]。
- 監督の渋谷洋樹も契約満了により退任、伊藤彰率いる仙台のヘッドコーチに就任したほか、コーチの中山雅史がジュビロを離れ、翌年より沼津の監督に就任、GKコーチの山岸範之も大宮のGKコーチに就任した。

#### 2023年（J2）
クラブスローガン「夢と感動を 共に」
- 小野勝前社長の後任に元ラグビー選手（ヤマハ発動機ジュビロ所属）の浜浦幸光が就任した[18]。
- 新監督にサッカー日本代表コーチの横内昭展、ヘッドコーチに前年まで松本でヘッドコーチをしていた三浦文丈、GKコーチには元日本代表の川口能活が就任した。
- 前年に発生したファビアン・ゴンザレスの契約を巡るトラブルにより国際サッカー連盟（FIFA）から2023年シーズン終了までの新規選手獲得を禁じられた影響で、2023年の新加入選手は、ユースから昇格した後藤啓介のみとなった。
- 大井健太郎がオーストラリア・ビクトリア州1部（英語版）・イースタン・ライオンズSC（英語版）へ、アレクセイ・コシェレフがギリシャ1部・PASラミア1964へ、黒川淳史が町田へ、袴田裕太郎が期限付き移籍先の大宮へ完全移籍した。
- 中川創が琉球、鈴木海音が栃木、藤川虎太朗、針谷岳晃が北九州からそれぞれ復帰した。
- 清田奈央弥は福島への育成型期限付き移籍期間が延長された。また、藤枝に育成型期限付き移籍していた三木直土が福島へ育成型期限付き移籍することが発表された。
- 浦和から期限付き移籍で加入していた杉本健勇の完全移籍に移行したが、その後、3月21日に横浜FMへ期限付き移籍。
- 開幕節岡山戦に後藤啓介（17歳260日）がJリーグ初出場、2得点を挙げ、高原直泰の持つクラブ最年少得点記録（18歳290日）を更新した[19]。
- 4月19日、ルヴァンカップグループステージ第4節横浜FM戦にて2種登録選手の川合徳孟（16歳1か月16日）が公式戦に初出場し、 山本康裕が持つ16歳10か月25日のクラブ最年少出場記録を更新した。
- 2023年5月16日の理事会で、磐田市周辺の6市1町にホームタウンを拡大した。静岡朝日テレビがジュビロ磐田に取材したところ、これまで登記ホームタウンは試合会場のある磐田市のみだったが、クラブ側が「地域を広げて広くサポーターに応援してもらいたい」という狙いで、Jリーグ加盟当初からホームタウンの拡大を検討・構想化しており、現に掛川市や浜松市などに育成チームの練習会場を設けるなどをしていた[20]。
- 7月13日、山本義道が金沢、8月7日、中川創が藤枝へ期限付き移籍。
- 11月12日に行われた第42節栃木戦に勝利、磐田の2位及びJ1復帰が決まった[21]。

#### 2024年（J1）
2024年

- 横内昭展が監督を続投。
- 大津祐樹と八田直樹、遠藤保仁が引退、ファビアン・ゴンザレスが甲府へ、針谷岳晃が福島へ、鈴木雄斗が湘南へ、梶川裕嗣が鹿島へ、山本康裕が松本へ、ドゥドゥが千葉へ、福島に期限付き移籍中だった三木直土が鳥取へ、同じく福島に期限付き移籍中だった清田奈央弥がおこしやす京都ACへ、中川創が期限付き移籍先である藤枝へ、山本義道が期限付き移籍先である金沢へ完全移籍した。
- 後藤啓介がベルギー1部・RSCアンデルレヒトへ、横浜FMに期限付き移籍していた杉本健勇が大宮へ期限付き移籍した。また、吉長真優が讃岐へ、常葉大学から新加入の中島佳太郎が栃木へ育成型期限付き移籍した。
- 大分から高畑奎汰、讃岐から川﨑一輝、熊本から平川怜、福岡から中村駿、千葉から西久保駿介、フランス1部・RCストラスブールから川島永嗣、韓国1部・大田ハナシチズンから石田雅俊、ブラジル2部・アトレチコ・ゴイアニエンセからマテウス・ペイショット、ブラジル2部・ECヴィトーリアよりレオ・ゴメス、ブラジル2部・グアラニFCよりブルーノ・ジョゼ、MLSネクスト・プロ（英語版）（アメリカ3部相当）・ニューイングランド・レボリューションII（英語版）よりウェベルトンが完全移籍で加入した。
- ヴィッセル神戸より坪井湧也が期限付き移籍で加入した。
- 東邦高校から朴勢己が新卒加入。
- 3月23日、ドイツ1部・VfLボーフムとパートナーシップ協定を締結した[22]。
- YBCルヴァンカップは長崎に、天皇杯は宮崎にいずれも初戦の2回戦で敗退。
- 6月17日、藤原健介が北九州に育成型期限付き移籍。
- 3月1日のアウェイ川崎戦でジャーメイン良が4得点。最終的に19得点を挙げ、年間ランキング3位に入る。
- 最終成績は10勝8分20敗の18位で1年でのJ2降格。直近6シーズンで3度目の降格となった。
- 山田大記が現役引退を発表[23]。また、後藤啓介が期限付き移籍先のRSCアンデルレヒトへ完全移籍を発表[24]。
- 横内昭展が監督を今シーズンで辞任することを発表された[25]。また、三浦文丈もヘッドコーチを退任した[26]。

#### 2025年（J2）
- 横浜FMで監督代行を務めたジョン・ハッチンソンが監督に就任。

## タイトル・表彰

### 国内タイトル
- J1リーグ
  - 年間：3回
    - 1997, 1999, 2002

  - 1stステージ：4回
    - 1998, 1999, 2001, 2002

  - 2ndステージ：2回
    - 1997, 2002
- J2リーグ：1回
  - 2021
- Jリーグカップ：2回
  - 1998, 2010
- 天皇杯 JFA 全日本サッカー選手権大会：1回
  - 2003
- ゼロックススーパーカップ：3回
  - 2000, 2003, 2004
- 東海チャンピオンシップ：2回
  - 1997, 1999
- JリーグDAZNニューイヤーカップ︰2回
  - 鹿児島ラウンド︰2016, 2017

### 国際タイトル
- アジアクラブ選手権（現AFCチャンピオンズリーグエリート）：1回 
  - 1998-99
- アジアスーパーカップ：1回
  - 1999
- Jリーグカップ/コパ・スダメリカーナ王者決定戦：1回
  - 2011

### 表彰
- J1リーグ
  - 最優秀選手（MVP）
    - 1997 - ドゥンガ
    - 1998 - 中山雅史
    - 2001 - 藤田俊哉
    - 2002 - 高原直泰

  - Jリーグベストイレブン
    - 1996 - 名波浩
    - 1997 - 大神友明、ドゥンガ、名波浩、中山雅史
    - 1998 - 田中誠、奥大介、ドゥンガ、名波浩、藤田俊哉、中山雅史
    - 1999 - 福西崇史
    - 2000 - 中山雅史
    - 2001 - ヴァン・ズワム、大岩剛、服部年宏、福西崇史、藤田俊哉
    - 2002 - 鈴木秀人、田中誠、名波浩、福西崇史、藤田俊哉、高原直泰、中山雅史
    - 2003 - 福西崇史
    - 2006 - 川口能活
    - 2009 - 前田遼一
    - 2010 - 前田遼一
    - 2012 - 駒野友一

  - 得点王
    - 1998 - 中山雅史 36得点
    - 2000 - 中山雅史 20得点
    - 2002 - 高原直泰 26得点
    - 2009 - 前田遼一 20得点
    - 2010 - 前田遼一 17得点

  - 新人王
    - 2005 - カレン・ロバート

  - フェアプレー賞（高円宮杯）
    - 2009、2017

  - フェアプレー個人賞
    - 2008 - 川口能活
- Jリーグカップ
  - MVP
    - 1998 - 川口信男
    - 2010 - 前田遼一

  - ニューヒーロー賞
    - 1996 - 名波浩
    - 1998 - 高原直泰
- J2リーグ
  - 得点王
    - 2015 - ジェイ
    - 2021 - ルキアン

  - ベストイレブン
    - 2023 - リカルド・グラッサ

  - 優秀監督賞
    - 2023 - 横内昭展

## 個人記録

### リーグ戦記録ゴール

#### J1リーグ
- 6000得点目 鈴木秀人 【1999年2nd第12節（11月7日）・広島戦】

#### J2リーグ
- 14000得点目 川辺駿 【2015年第27節（8月1日）・岡山戦】

### リーグ戦通算GK最小防御率
- ヴァン・ズワム 0.89点

### ハットトリック

#### J1リーグ
- 5得点
  - 中山雅史【1998年1st第6節（4月15日）・C大阪戦】
- 4得点
  - 中山雅史【1998年1st第7節（4月18日）・広島戦】
  - 中山雅史【1998年1st第8節（4月25日）・福岡戦】
  - 高原直泰【2002年2nd第5節（9月22日）・FC東京戦】
  - ジャーメイン良【2024年第2節（3月1日）・川崎戦】
- 3得点
  - スキラッチ【1995年サントリー第20節（6月28日）・柏戦】
  - スキラッチ【1996年第14節（5月15日）・平塚戦】
  - 中山雅史【1997年2nd第13節（9月20日）・V川崎戦】
  - 中山雅史【1998年1st第9節（4月29日）・札幌戦】
  - 奥大介【1998年2nd第8節（9月26日）・市原戦】
  - 高原直泰【1998年2nd第8節（9月26日）・市原戦】
  - 中山雅史【1998年2nd第9節（10月3日）・横浜F戦】
  - 藤田俊哉【2000年1st第10節（5月3日）・川崎戦】
  - 中山雅史【2000年2nd第14節（11月23日）・広島戦】
  - 清水範久【2001年2nd第9節（10月17日）・FC東京戦】
  - 高原直泰【2002年1st第14節（8月10日）・仙台戦】
  - 前田遼一【2005年第15節（7月9日）・C大阪戦】
  - 前田遼一【2008年第28節（10月5日 ・札幌戦】
  - 前田遼一【2009年第30節（10月25日） ・名古屋戦】

#### J2リーグ
- 3得点
  - ジェイ【2015年第28節（8月8日）・京都戦】

## スタジアム・練習場

### ホームスタジアム
ホームスタジアムはヤマハスタジアム（磐田）である。また、静岡県小笠山総合運動公園スタジアム（エコパ）でも不定期にホームゲームを開催している。
ホームゲーム開催数はジュビロ磐田の年度別成績一覧#会場別主催ゲーム開催数を参照。
過去に浜北市（現：静岡県浜松市）で計画された複合スタジアムについては浜北市#複合スタジアム構想を参照。

### 練習場
- ヤマハ大久保グラウンド：トップチームの練習場。ピッチサイドにはクラブハウスが併設されている[27]。元々ヤマハ発動機野球部（現在はクラブチーム登録）の本拠地として使用されていた野球場であったが、ジュビロ磐田がJリーグに加盟したのと同時期に野球部がここから撤退し、ジュビロ磐田の専用グラウンドとして使用されるようになった。野球場時代の名残りからベンチルームの一部が残っている。また、マスコットとロゴマークが描かれたバックスクリーンも残されていたが、撤去された。
- 磐田スポーツ交流の里・ゆめりあ（天然芝のサッカーグラウンド2面）に隣接しており、ユースなどの試合やトップチームの練習・並びに練習試合に供される場合もある。

グラウンド北側にはラグビー場が設けられており、ジャパンラグビーリーグワンの静岡ブルーレヴズが練習場として使用している。
- ジュビロ上大之郷グラウンド：ジュビロ磐田U-18、ジュビロ磐田U-15などの試合・練習場[28]。人工芝グラウンド1面と人工芝フットサルグラウンド2面を有する。
- ヤマハ加茂グラウンド：ジュビロサッカースクール磐田会場専用の練習場。人工芝グラウンド1面を有する。

## ユニフォーム

### クラブカラー
- サックスブルー[1]
  - Jリーグ昇格以前の1stユニフォームは、濃い青色の上下に赤をアクセントとして使用、2ndユニフォームは白に赤と青のライン。
  - 2003年、クラブ創立10周年を記念して全身紺色（ヤマハ時代のものよりも更に濃い青色）の3rdユニフォームが用意され、ホームの清水戦で着用
  - 2005年、レアル・マドリード及びFCバイエルン・ミュンヘンとの親善試合等で全身紺色を着用
  - 2006年からは練習試合用としてその年のリーグ戦のユニフォームを紺色にしたものが用意されている。
  - 背番号下のネームはオ段の伸びる音「H」が表記されている。
  - エンブレム上（2011年までは襟後ろ）の3つの星（★）は3度のJ1年間優勝を表す。

### ユニフォームスポンサー
| 掲出箇所   | スポンサー名   | 表記                             | 掲出年          | 備考                                            |
| 胸         | ヤマハ発動機   | YAMAHA                           | 1993年 2009年 - | 1997年 - 2008年は袖 2007年 - 2008年はパンツ前面 |
| 鎖骨       | なし           | -                                | -               |                                                 |
| 背中上部   | サーラグループ | SaLa                             | 2011年 -        | 2009年 - 2010年は袖およびパンツ前面             |
| 背中下部   | サクラ工業     | SAKURA                           | 2020年 -        |                                                 |
| 袖         | 浜松ホトニクス | HAMAMATSU PHOTON IS OUR BUSINESS | 2012年 -        |                                                 |
| パンツ前面 | なし           | -                                | -               |                                                 |
| パンツ背面 | なし           | -                                | -               |                                                 |

### ユニフォームサプライヤーの遍歴
- 1993年：プーマ[29]
- 1994年 - 1996年：リーグ戦はミズノ、カップ戦はプーマ[29]
- 1997年 - 2021年[30]：プーマ
- 2022年[31] - 現在：アドミラル

### 歴代ユニフォーム
| FP 1st      |        |             |             |      |
| 1994 - 1996 | 1997   | 1998 - 1999 | 2000 - 2001 | 2002 |
| 2003        | 2004   | 2005        | 2006        | 2007 |
| 2008        | 2009   | 2010 - 2011 | 2012        | 2013 |
| 2014        | 2015   | 2016        | 2017        | 2018 |
| 2019        | 2020   | 2021        | 2022        | 2023 |
| 2024        | 2025 - |             |             |      |
|             |        |             |             |      |

| FP 2nd      |        |             |             |      |
| 1994 - 1996 | 1997   | 1998 - 1999 | 2000 - 2001 | 2002 |
| 2003        | 2004   | 2005        | 2006        | 2007 |
| 2008        | 2009   | 2010 - 2011 | 2012        | 2013 |
| 2014        | 2015   | 2016        | 2017        | 2018 |
| 2019        | 2020   | 2021        | 2022        | 2023 |
| 2024        | 2025 - |             |             |      |
|             |        |             |             |      |

| FP Other          |                 |                                 |                     |                   |
| 2003 · 3rd        | 2005 · 親善試合 | 2013 · 20周年記念 · 3rd         | 2016 · 真夏の大決戦 | 2017 · 真夏の挑戦 |
| 2017 · 3rd        | 2018 · Limited  | 2019 · Summer Night · Challenge | 2020 · Limited      | 2021 · Limited    |
| 2023 · 30周年記念 | 2024 · 3rd      | 2025 · 3rd                      |                     |                   |
|                   |                 |                                 |                     |                   |

### 歴代ユニフォームスポンサー表記
| 年度 | 箇所                    | 箇所   | 箇所                  | 箇所                        | 箇所                 | 箇所                             | 箇所             | 箇所       | サプライヤー  |
| 年度 | 胸                      | 鎖骨左 | 鎖骨右                | 背中上部                    | 背中下部             | 袖                               | パンツ前面       | パンツ背面 | サプライヤー  |
| 1993 | YAMAHA                  | 解禁前 | 解禁前                | -                           | 解禁前               | 解禁前                           | -                | 解禁前     | PUMA          |
| 1994 | Nestlé                  | 解禁前 | 解禁前                | Buitoni                     | 解禁前               | 解禁前                           | KitKat           | 解禁前     | Mizuno / PUMA |
| 1995 | Nestlé                  | 解禁前 | 解禁前                | Buitoni                     | 解禁前               | 解禁前                           | KitKat           | 解禁前     | Mizuno / PUMA |
| 1996 | Nestlé                  | 解禁前 | 解禁前                | KitKat                      | 解禁前               | 解禁前                           | -                | 解禁前     | Mizuno / PUMA |
| 1997 | Nestlé                  | 解禁前 | 解禁前                | Buitoni                     | 解禁前               | 解禁前                           | YAMAHA           | 解禁前     | PUMA          |
| 1998 | Nestlé                  | 解禁前 | 解禁前                | KINCHO                      | 解禁前               | 解禁前                           | YAMAHA           | 解禁前     | PUMA          |
| 1999 | Nestlé                  | 解禁前 | 解禁前                | KINCHO                      | 解禁前               | 解禁前                           | YAMAHA           | 解禁前     | PUMA          |
| 2000 | Nestlé                  | 解禁前 | 解禁前                | KINCHO                      | 解禁前               | 解禁前                           | YAMAHA           | 解禁前     | PUMA          |
| 2001 | Nestlé                  | 解禁前 | 解禁前                | KINCHO                      | 解禁前               | 解禁前                           | YAMAHA           | 解禁前     | PUMA          |
| 2002 | Nestlé                  | 解禁前 | 解禁前                | KINCHO                      | 解禁前               | - / VW                           | YAMAHA           | 解禁前     | PUMA          |
| 2003 | Nestlé                  | 解禁前 | 解禁前                | KINCHO                      | 解禁前               | VW                               | YAMAHA           | 解禁前     | PUMA          |
| 2004 | Nestlé                  | 解禁前 | 解禁前                | KINCHO                      | 解禁前               | VW                               | YAMAHA           | 解禁前     | PUMA          |
| 2005 | Nestlé                  | 解禁前 | 解禁前                | KINCHO                      | 解禁前               | VW                               | YAMAHA           | 解禁前     | PUMA          |
| 2006 | いいだのいい家 飯田産業 | 解禁前 | 解禁前                | Nestlé KitKat               | 解禁前               | -                                | YAMAHA           | 解禁前     | PUMA          |
| 2007 | いいだのいい家 飯田産業 | 解禁前 | 解禁前                | Nestlé MILO                 | 解禁前               | YAMAHA                           | YAMAHA           | 解禁前     | PUMA          |
| 2008 | いいだのいい家 飯田産業 | 解禁前 | 解禁前                | joinvest ジョインベスト証券 | 解禁前               | YAMAHA                           | YAMAHA           | 解禁前     | PUMA          |
| 2009 | YAMAHA                  | 解禁前 | 解禁前                | ΛRTNER                      | 解禁前               | SaLa                             | SaLa             | 解禁前     | PUMA          |
| 2010 | YAMAHA                  | 解禁前 | 解禁前                | 銀座deフットサル            | 解禁前               | SaLa                             | SaLa             | 解禁前     | PUMA          |
| 2011 | YAMAHA                  | 解禁前 | 解禁前                | SaLa                        | 解禁前               | 百年住宅                         | アートネイチャー | 解禁前     | PUMA          |
| 2012 | YAMAHA                  | 解禁前 | 解禁前                | SaLa                        | 解禁前               | HAMAMATSU PHOTON IS OUR BUSINESS | - / KONDO LEASE  | 解禁前     | PUMA          |
| 2013 | YAMAHA                  | 解禁前 | 解禁前                | SaLa                        | 解禁前               | HAMAMATSU PHOTON IS OUR BUSINESS | チェンジ         | 解禁前     | PUMA          |
| 2014 | YAMAHA                  | 解禁前 | 解禁前                | SaLa                        | 解禁前               | HAMAMATSU PHOTON IS OUR BUSINESS | 静岡新聞         | 解禁前     | PUMA          |
| 2015 | YAMAHA                  | 解禁前 | 解禁前                | SaLa                        | 解禁前               | HAMAMATSU PHOTON IS OUR BUSINESS | チェンジ         | 解禁前     | PUMA          |
| 2016 | YAMAHA                  | 解禁前 | 解禁前                | SaLa                        | - / zen Well-Ordered | HAMAMATSU PHOTON IS OUR BUSINESS | チェンジ         | 解禁前     | PUMA          |
| 2017 | YAMAHA                  | 解禁前 | 解禁前                | SaLa                        | zen Well-Ordered     | HAMAMATSU PHOTON IS OUR BUSINESS | チェンジ         | 解禁前     | PUMA          |
| 2018 | YAMAHA                  | -      | -                     | SaLa                        | zen Well-Ordered     | HAMAMATSU PHOTON IS OUR BUSINESS | チェンジ         | 解禁前     | PUMA          |
| 2019 | YAMAHA                  | -      | -                     | SaLa                        | zen Well-Ordered     | HAMAMATSU PHOTON IS OUR BUSINESS | チェンジ         | 解禁前     | PUMA          |
| 2020 | YAMAHA                  | -      | -                     | SaLa                        | SAKURA               | HAMAMATSU PHOTON IS OUR BUSINESS | 静岡新聞         | -          | PUMA          |
| 2021 | YAMAHA                  | -      | -                     | SaLa                        | SAKURA               | HAMAMATSU PHOTON IS OUR BUSINESS | -                | -          | PUMA          |
| 2022 | YAMAHA                  | -      | -                     | SaLa                        | SAKURA               | HAMAMATSU PHOTON IS OUR BUSINESS | -                | -          | Admiral       |
| 2023 | YAMAHA                  | -      | mizkan （30周年記念） | SaLa                        | SAKURA               | HAMAMATSU PHOTON IS OUR BUSINESS | -                | -          | Admiral       |
| 2024 | YAMAHA                  | -      | -                     | SaLa                        | SAKURA               | HAMAMATSU PHOTON IS OUR BUSINESS | -                | -          | Admiral       |

## アカデミー
U-18
タイトル
日本クラブユースサッカー選手権 (U-18)大会：1999
高円宮杯U-18サッカーリーグ プリンスリーグ東海：2004、2007、2009、2011、2012、2013
U-15
編成：ジュビロ磐田U-15、ジュビロ磐田U-15CENTRAL（前SS磐田）、ジュビロ磐田U-15WEST（前SS浜松）、 ジュビロ磐田U-15EAST（前SS掛川）
キッズ・ジュニア（年少～小学6年）
編成：ジュビロサッカースクール（磐田、上大之郷、浜松/鶴見・飯田、浜松/早出、浜松/志都呂、浜松/浜北、浜松/有玉、掛川、島田）
レディース（小学生～高校生の女子）

## その他クラブ情報

### エンブレム
静岡県鳥のサンコウチョウのシルエットと、ホームタウンの磐田市を流れる天竜川と静岡県内の大河、大井川、安倍川、富士川を象徴する上下の青い帯が描かれている

### マスコットキャラクター
モチーフは静岡県の県鳥、サンコウチョウ。

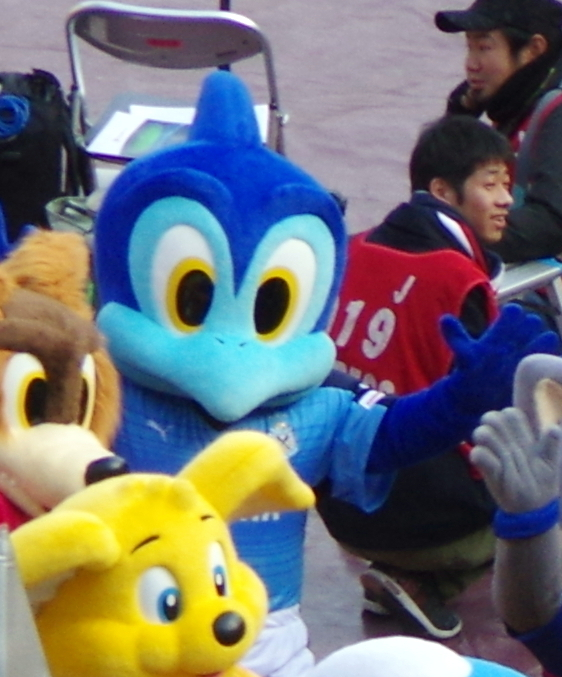
ジュビロくん
1993年11月16日生まれ。磐田市出身。身長182センチ、体重78キロ
| 年度   | 順位 | 前年比較 |
| ------ | ---- | -------- |
| 2013年 | 34   |          |
| 2014年 | 34   | -        |
| 2015年 | 36   | 2位      |
| 2016年 | 29   | 7位      |
| 2017年 | 23   | 6位      |
| 2018年 | 19   | 4位      |
| 2019年 | 21   | 3位      |
| 2020年 | 20   | 1位      |
| 2021年 | 12   | 8位      |
| 2022年 | 6    | 6位      |
| 2023年 | 10   | 4位      |

ジュビィちゃん
2003年3月21日生まれ。浜松市出身。身長163センチ、体重52キロ。ジュビロくんのガールフレンド。

### 特別招待事業「磐田市小学生一斉観戦授業」
磐田市の地域社会への貢献の一環として、ジュビロでは選手の磐田市内全23小学校への訪問事業を展開、毎年5月を基本として「磐田市民デー」を開催。バックスタンドのフリーゾーン（ホーム側一部除く）を貸切にし、磐田市内全23小学校の小学生児童5-6年生（約3000名程度）とその保護者を招き「磐田市小学生一斉観戦授業」を行っている。
ジュビロの試合観戦し、チームへの愛着、磐田市をふるさととして誇りに思い、将来にわたって磐田市への愛着を持続させることを目的として2011年より始めている。該当試合はフリーゾーンホーム席の一部も招待客専用となる。
またこの「一斉観戦授業」とは別で、事前の申し込み制であるが、磐田市を含む周辺市町村の小学生・中学生・高校生を対象とした観戦招待も行われている

### 試合イベント

#### ○○の日
2015年より磐田に在籍する外国人選手をフィーチャーしたイベント「○○の日」（○○の部分には選手名やその選手の愛称が入る）が開催されている。そのイベントが開催される試合ではその選手に因んだ応援グッズが配布される。
| 開催日        | イベント名                                        | 選手           | 対戦相手          | 結果 | 配布グッズ         |
| 2015年8月8日  | ジェイの日                                        | ジェイ         | 京都サンガF.C.    | △3-3 | お面               |
| 2015年9月20日 | カミックの日 ～みんなで掲げてゴールを阻止するぞ～ | カミンスキー   | 愛媛FC            | △0-0 | 紙製のグローブ     |
| 2015年11月8日 | アダイウトンの日 ～元気と繋ぐ～                   | アダイウトン   | V・ファーレン長崎 | ○4-2 | 紙製の帽子         |
| 2016年9月10日 | パパの日                                          | パパドプーロス | ヴィッセル神戸    | ●3-4 | 顔写真手持ちグッズ |
| 2017年6月25日 | ムサエフの日                                      | ムサエフ       | FC東京            | ○2-0 | お面               |

開催は全てヤマハスタジアム。

#### 真夏の○○
2016年から夏に「真夏の○○」と題したホームイベントを行っている。イベント開催中は、限定ユニフォームを着用し、来場者プレゼントが用意される。
限定ユニフォームは、ジュビロのクラブカラーとは異なるカラーになり、2016年は赤（通常ユニフォームのGK用をフィールドプレイヤーが着用）、2017年は黒 となっている。
| イベント名   | 年     | 日程    | 対戦相手           | 結果 | 配布グッズ           |
| 真夏の大決戦 | 2016年 | 7月30日 | 柏レイソル         | ●1-2 | バンダナ             |
| 真夏の大決戦 | 2016年 | 8月13日 | ガンバ大阪         | ●0-2 | ユニフォーム型うちわ |
| 真夏の大決戦 | 2016年 | 8月20日 | サガン鳥栖         | △1-1 | リストバンド         |
| 真夏の挑戦   | 2017年 | 8月5日  | サンフレッチェ広島 | ●2-3 | ランドリーバッグ     |
| 真夏の挑戦   | 2017年 | 8月19日 | セレッソ大阪       | △1-1 | ユニフォーム型うちわ |
| 真夏の挑戦   | 2017年 | 8月26日 | ヴィッセル神戸     | ○2-1 | バンダナ             |

#### Summer Night Challenge
2018年は、2016年から行われていた「真夏の〇〇」から名称を変更し、Summer Night Challenge としてホームゲームイベントを開催。2018年の限定ユニフォームは黒色。なお、GKユニフォームの販売はない。
| イベント名                  | 年     | 日程    | 対戦相手                    | 結果 | 配布グッズ               |
| Summer Night Challenge 2018 | 2018年 | 8月1日  | ガンバ大阪 ～浜松デー～     | △1-1 | ユニフォーム型ミニタオル |
| Summer Night Challenge 2018 | 2018年 | 8月5日  | ベガルタ仙台 ～鹿児島デー～ | ○3-2 | うちわ                   |
| Summer Night Challenge 2018 | 2018年 | 8月19日 | 柏レイソル ～プーママッチ～ | ○2-0 | ランドリーバッグ         |

#### オフィシャルテーマソング
1994年に発売されたDR（デ・レーテ）が歌っている「ジュビロ・オレ!」がジュビロ磐田のオフィシャルテーマソングとなっている。
2013年8月3日に榛葉樹人が歌うクラブアンセム「フォッツァ ジュビロ! 〜歓喜への讃歌〜」が発表された。

#### シーズンソング
オフィシャルテーマソングの他にシーズンソングがあり、スタジアムやジュビロTV内などで流れる。
| 年度 | タイトル                    | アーティスト   |
| 2011 | ハレルヤ!!!!!!!             | ソナーポケット |
| 2012 | 必死マン                    | シクラメン     |
| 2013 | キミサンバ                  | GOLD RUSH      |
| 2014 | ウィーアーワン              | シクラメン     |
| 2015 | 君の風になって              | USAGI          |
| 2016 | 名もなき挑戦者              | USAGI          |
| 2017 | パッサボーラ! (Jubilo ver.) | UNIONE         |
| 2018 | Higher                      | UNIONE         |
| 2019 | WE CAN!                     | 足立佳奈       |
| 2020 | 僕らのPRIDE                 | スピラ・スピカ |
| 2021 | UNITE                       | スピラ・スピカ |
| 2022 | Go Beyond                   | スピラ・スピカ |
| 2023 | 最響未来ファンファーレ      | スピラ・スピカ |
| 2024 | FIRE SPIRIT                 | スピラ・スピカ |

### ジュビロTV
2011年、クラブの企画・制作・撮影によるオリジナル番組「ジュビロTV」を開始。スタジアムのビジョンで上映される「ジュビロTV～stadium channel～」、SBSテレビ(静岡放送)で放送される「ジュビロTV～SBS channel～」、スカパー!で放送される「ジュビロTV PLUS」の3種類がある。2012年春からは、スマートフォンで視聴できる「ジュビロTVモバイル」がスタートした。

## 関連番組
静岡第一テレビ
- KICK OFF! SHIZUOKA（毎週日曜日・17:00～17:30）2023年4月 -

SBS
- JubiloTV(毎週木曜日・22:57～23:00）＊クラブ自作番組
- みなスポ（毎週土曜日・17:00～17:30）

静岡朝日テレビ
- スポーツパラダイス（毎週金曜日・23:10～）

テレビ静岡
- おは・スポ・サンデー（毎週日曜日・6:15～6:30）

NHK静岡
- たっぷり静岡（月～金・18:10～19:00）

## 補強禁止問題
2022年9月29日、ファビアン・ゴンザレスの加入を巡り、前所属クラブ退団後、磐田との契約締結前にタイのクラブと取り交わした契約が存在したことに関して、国際サッカー連盟の紛争解決室より、FIFA規則に違反するとして補強禁止（ユース含む）の処罰を受けた。ただ、10月19日にこの判決を不服としスポーツ仲裁裁判所に上訴した。
また、2023年4月28日に国際サッカー連盟より、「クラブに対する登録禁止処分」移籍・登録禁止の制裁に関する範囲の明確化を目的としたサーキュラーno.1843が発行された。
ユースチームに関する記載があり、移籍・登録禁止の制裁に関する解釈が変更されたことによって、15歳までの選手については、日本サッカー協会(JFA)に登録が必要となる大会・活動への参加が認められることが明記された。
- その内容は以下のとおり[51]。
  - ファビアン・ゴンザレスに対して、タイのクラブへ5万ドルの賠償金支払いを命令する。ジュビロも連帯して当該支払い義務を負うものとする。
  - ファビアン・ゴンザレスに対してのスポーツ制裁として、4か月間（2022年9月29日(木)～11月5日(土)の38日間および2023年2月18日(土)～5月11日(木)の82日間）の公式試合出場禁止処分[52]
  - ジュビロに対するスポーツ制裁として、今後2回（2023年第1期・第2期登録期間中）の新規選手の登録禁止処分。トップチームだけでなく、下部組織を含むすべての年齢カテゴリーの男子チームを対象とする。
    - この影響で、今季加入内定していた師岡柊生の仮契約の解除が発表された（その後、師岡は鹿島の加入が決まった）[53]。ただし、ユースからトップチームへの昇格など、当クラブの選手の登録区分の変更、並びに他チームへ期限付き移籍している選手の移籍期間満了に伴うジュビロへの復帰に関しては対象外としていた。

## 決算
ジュビロ磐田の決算は、つぎのとおり。

### 損益
| 年度 | 収入  | 広告料 | 入場料 | 配分 | その他 | 費用  | 事業費 | 人件費 | 管理費 | 利益 | 純利益 |
| 2005 | 3,890 | 1,704  | 654    | 317  | 1,215  | 4,073 | 3,349  | 1,834  | 724    | -183 | -106   |
| 2006 | 3,717 | 1,946  | 561    | 338  | 872    | 3,939 | 3,238  | 1,869  | 701    | -222 | -214   |
| 2007 | 3,594 | 2,127  | 524    | 277  | 666    | 3,515 | 2,845  | 1,575  | 670    | 79   | 85     |
| 2008 | 3,387 | 1,882  | 582    | 266  | 657    | 3,659 | 3,051  | 1,657  | 608    | -272 | -258   |
| 2009 | 3,422 | 1,943  | 511    | 225  | 743    | 3,395 | 2,684  | 1,582  | 711    | 27   | 4      |
| 2010 | 3,151 | 1,793  | 408    | 339  | 611    | 2,901 | 2,308  | 1,254  | 593    | 250  | 209    |

出典: 各年度のJクラブ決算一覧。
2005、
2006、
2007、
2008、
2009、
2010
- 金額の単位: 百万円
- 人件費は事業費に含まれる。

| 年度 | 収益  | 広告料 | 入場料 | 配分 | 育成 | その他 | 費用  | 人件費 | 試合 | トップ | 育成 | 女子 | 販売  | 利益 | 純利益 |
| 2011 | 3,151 | 1,695  | 424    | 227  | 31   | 774    | 2,919 | 1,299  | 323  | 258    | 47   | 0    | 992   | 232  | 186    |
| 2012 | 3,391 | 1,674  | 403    | 233  | 149  | 932    | 3,174 | 1,437  | 309  | 253    | 162  | 0    | 1,013 | 217  | 170    |
| 2013 | 3,298 | 1,645  | 446    | 206  | 249  | 752    | 3,233 | 1,369  | 328  | 253    | 182  | 0    | 1,101 | 65   | 45     |
| 2014 | 3,027 | 1,583  | 374    | 101  | 159  | 810    | 3,004 | 1,352  | 298  | 244    | 164  | 0    | 946   | 23   | 24     |
| 2015 | 2,995 | 1,515  | 396    | 100  | 231  | 754    | 2,943 | 1,263  | 305  | 229    | 186  | 0    | 960   | 53   | 48     |

出典: 各年度のJクラブ決算一覧。
2011、
2012、
2013、
2014、
2015
- 金額の単位: 百万円

| 年度 | 収益  | 広告料 | 入場料 | 配分 | 育成 | 物販 | その他 | 費用  | 人件費 | 試合 | トップ | 育成 | 女子 | 物販 | 販売 | 利益 | 純利益 |
| 2016 | 3,303 | 1,569  | 474    | 219  | 234  | 294  | 513    | 3,263 | 1,378  | 422  | 227    | 238  | 0    | 168  | 830  | 40   | 62     |

出典: 各年度のJクラブ決算一覧。
2016
- 金額の単位: 百万円

### 資産
| 年度 | 総資産 | 総負債 | 純資産 | 資本金 |
| 2005 | 1,229  | 719    | 509    | 679    |
| 2006 | 956    | 660    | 295    | 679    |
| 2007 | 1,158  | 777    | 381    | 679    |
| 2008 | 1,343  | 1,220  | 122    | 679    |
| 2009 | 1,011  | 884    | 127    | 679    |
| 2010 | 948    | 612    | 336    | 679    |
| 2011 | 1,182  | 659    | 523    | 679    |
| 2012 | 1,340  | 648    | 692    | 679    |
| 2013 | 1,286  | 548    | 738    | 679    |
| 2014 | 1,235  | 473    | 762    | 679    |
| 2015 | 1,329  | 519    | 810    | 679    |
| 2016 | 1,527  | 654    | 873    | 679    |

出典: 各年度のJクラブ決算一覧。
2005、
2006、
2007、
2008、
2009、
2010、
2011、
2012、
2013、
2014、
2015、
2016
- 金額の単位: 百万円